# Khúc côn cầu trên cỏ tại Đại hội Thể thao Liên châu Mỹ 2023 – Đội hình Nam
Bài viết này là danh sách của tất cả các đội tham gia tại giải đấu khúc côn cầu trên cỏ dành cho nam tại Đại hội Thể thao Liên châu Mỹ 2023 ở Santiago, Chi-lê. Danh sách có thể có tối đa 16 vận động viên.
Tuổi và số lần khoác áo tính đến ngày 26 tháng 9 năm 2023 và các câu lạc bộ mà họ thi đấu trong mùa giải 2023.

## Bảng B

### Canada
16 cầu thủ sau đây có tên trong đội tuyển Canada:
Huấn luyện viên trưởng: Patrick Tshutshani
| Số | VT | Cầu thủ         | Ngày sinh (tuổi)           | Trận | Bàn | Câu lạc bộ |
| -- | -- | --------------- | -------------------------- | ---- | --- | ---------- |
| 30 | TM | Ethan McTavish  | 1 tháng 5, 2000 (23 tuổi)  | 4    | 0   |            |
|    |    |                 |                            |      |     |            |
| 16 | HV | Gordon Johnston | 30 tháng 1, 1993 (30 tuổi) | 198  | 68  |            |
|    | HV |                 |                            |      |     |            |
|    | HV |                 |                            |      |     |            |
|    |    |                 |                            |      |     |            |
|    |    |                 |                            |      |     |            |
|    |    |                 |                            |      |     |            |
|    |    |                 |                            |      |     |            |
|    |    |                 |                            |      |     |            |
|    |    |                 |                            |      |     |            |
|    |    |                 |                            |      |     |            |
|    |    |                 |                            |      |     |            |
|    |    |                 |                            |      |     |            |
|    |    |                 |                            |      |     |            |
|    |    |                 |                            |      |     |            |
|    |    |                 |                            |      |     |            |
|    |    |                 |                            |      |     |            |
|    |    |                 |                            |      |     |            |

### Hoa Kỳ
16 cầu thủ sau đây có tên trong đội tuyển Hoa Kỳ:
Huấn luyện viên trưởng:  Harendra Singh

| Số | VT | Cầu thủ         | Ngày sinh (tuổi)           | Trận | Bàn | Câu lạc bộ |
| -- | -- | --------------- | -------------------------- | ---- | --- | ---------- |
| 1  | TM | Jonathan Klages | 14 tháng 5, 1997 (26 tuổi) | 50   | 0   |            |
|    |    |                 |                            |      |     |            |
|    |    |                 |                            |      |     |            |
|    |    |                 |                            |      |     |            |
|    |    |                 |                            |      |     |            |
|    |    |                 |                            |      |     |            |
|    |    |                 |                            |      |     |            |
|    |    |                 |                            |      |     |            |
|    |    |                 |                            |      |     |            |
|    |    |                 |                            |      |     |            |
|    |    |                 |                            |      |     |            |
|    |    |                 |                            |      |     |            |
|    |    |                 |                            |      |     |            |
|    |    |                 |                            |      |     |            |
|    |    |                 |                            |      |     |            |
|    |    |                 |                            |      |     |            |
|    |    |                 |                            |      |     |            |
|    |    |                 |                            |      |     |            |
|    |    |                 |                            |      |     |            |